# Mroja
Mroja (Мроя) – białoruski zespół rockowy założony w 1981 roku. W 1994, po upadku grupy, jej członkowie: Lawon Wolski, Aleh Dziemidowicz, Juraś Laukou i Pit Paułau założyli zespół N.R.M.

## Skład
- Lawon Wolski – wokal, klawisze (1981–1994)
- Juraś Laukou – gitara basowa (1981–1994)
- Aleh „Alezis” Dziemidowicz – perkusja (1981–1994)
- Juraś Cynkiewicz – perkusja (1992 – na zmianę z Dziemidowiczem)
- Uładzimir Dawydouski – gitara (1981–1989)
- Wieniedykt Konieu-Pietuszkiewicz – gitara (1989–1992)
- Aleh Pipin – gitara (1992)
- Wiktar Szot – gitara (1992–1993)
- Wiktar Smolski – gitara (1993)
- Pit Paułau – gitara (1993–1994)

## Dyskografia

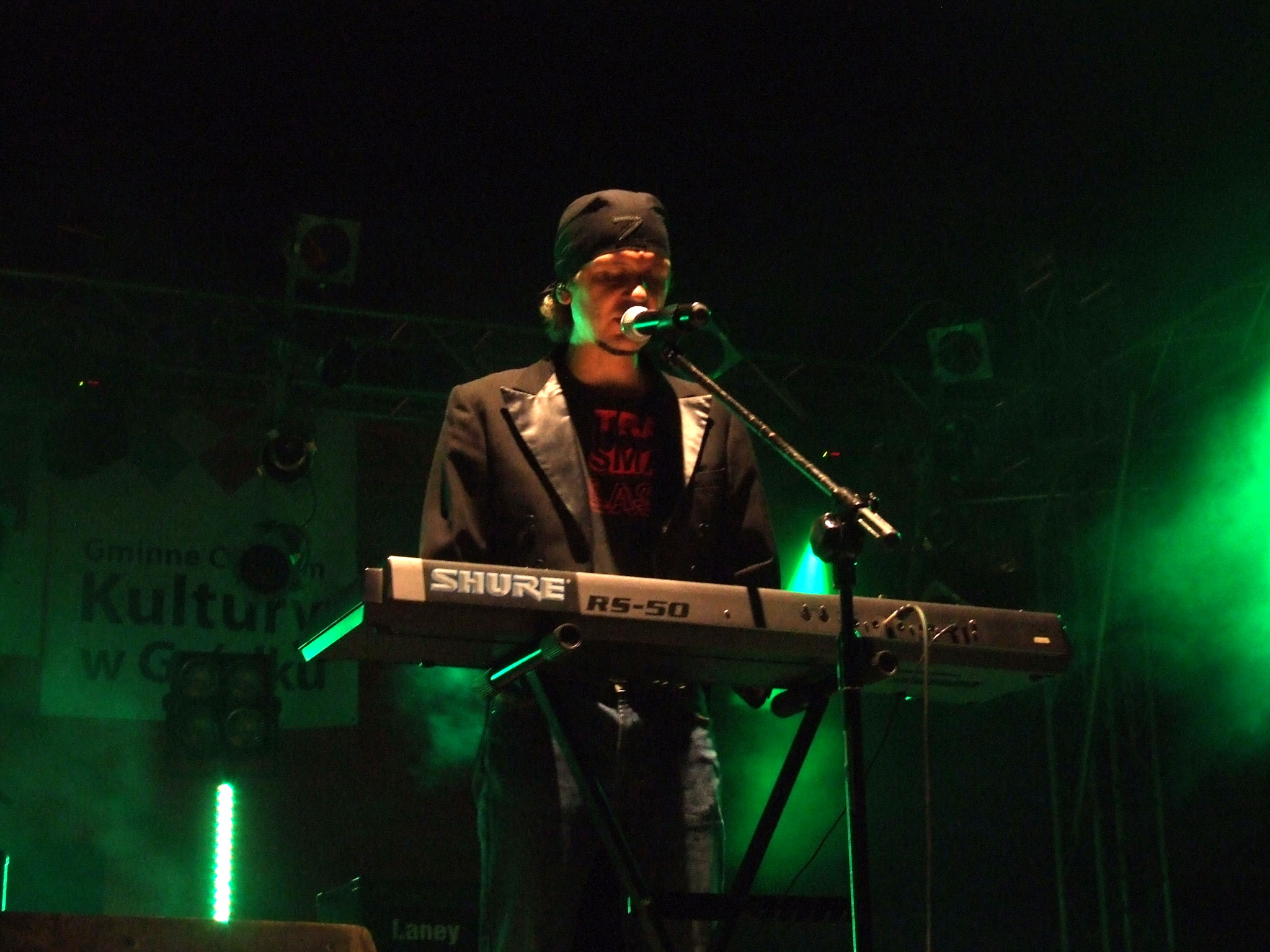
Lawon Wolski na koncercie Mroi w 2009 roku

### Albumy studyjne
| Rok  | Dane dot. albumu                                                                                | Źródło |
| ---- | ----------------------------------------------------------------------------------------------- | ------ |
| 1986 | Stary chram - Oryginalna pisownia tytułu: Стары храм                                            | [ 2 ]  |
| 1987 | Zrok - Oryginalna pisownia tytułu: Зрок                                                         | [ 2 ]  |
| 1988 | Studyja BM - Oryginalna pisownia tytułu: Студыя БМ                                              | [ 2 ]  |
| 1989 | Dwaccać wośmaja zorka - Oryginalna pisownia tytułu: Дваццаць восьмая зорка - Wydawca: Miełodija | [ 2 ]  |
| 1990 | Bijapole - Oryginalna pisownia tytułu: Біяполе                                                  | [ 2 ]  |

### Kompilacje
| Rok  | Dane dot. albumu | Źródło |
| ---- | --- | ------ |
| 1992 | Lepszyja pieśni z albomau 1988–1990 - Oryginalna pisownia tytułu: Лепшыя песьні з альбомаў 1988–1990 - Wydawca: Kowczeg | [ 2 ]  |
| 1993 | Wybranyja pieśni 1989–1993 - Oryginalna pisownia tytułu: Выбраныя песьні 1989–1993 - Wydawca: ZBS                       | [ 3 ]  |

### Wydawnictwa, na których znalazły się utwory zespołu
| Rok  | Dane dot. albumu                                                                 | Utwór                                                             | Źródło      |
| ---- | -------------------------------------------------------------------------------- | ----------------------------------------------------------------- | ----------- |
| 1994 | Rok suprać rewalucyjau - Wydawca: Kowczeg                                        | „Hłytok wina i łusta chleba” „Dziauczyna z czarounuju uśmieszkaj” | [ 4 ]       |
| 1996 | Załaty fond biełaruskaha rok-n-roła - Wydawca: Kowczeg                           | „Wino i chleb”                                                    | [ 5 ]       |
| 2004 | Hienierały ajczynnaha roku - Data wydania: 25 kwietnia 2004 - Wydawca: BMA-group | „Ja – rok-muzykant”                                               | [ 6 ]       |
| 2006 | Czarnobylski wiecier - Data wydania: kwiecień 2006 - Wydawca: VoliaMusic         | „Szmat”                                                           | [ 7 ]       |
| 2006 | Dychać! - Data wydania: lipiec 2006 - Wydawca: Huki i Malunki                    | „Kraina krywawych dażdżou”                                        | [ 8 ] [ 9 ] |
| 2011 | AntyJadzierny Tuzin - Data wydania: kwiecień 2011                                | „Kraina krywawych dażdżou”                                        | [ 10 ]      |